# Буков Врх над Високим
Буков Врх над Високим (словен. Bukov Vrh nad Visokim) је насељено место у општини Шкофја Лока, Горењска регија, Словенија.

## Историја
До територијалне реорганизације у Словенији био је у саставу старе општине Шкофја Лока. Као самостално насеље Буков Врх над Високим постоји од 1997. године. Настао је издвајањем дела из насеља Буков Врх.

## Становништво
У попису становништва из 2011. године, Буков Врх над Високим је имао 53 становника.
| Број становника према пописима | Број становника према пописима |
| ------------------------------ | ------------------------------ |
| 2002                           | 2011                           |
| 42                             | 53                             |

Напомена: Године 1997. настала издвајањем дела из насеља Буков Врх (Горења вас-Пољане).